# Phorbia claripennis
Phorbia claripennis är en tvåvingeart som beskrevs av Robineau-desvoidy 1830. Phorbia claripennis ingår i släktet Phorbia och familjen blomsterflugor.
Artens utbredningsområde är Frankrike. Inga underarter finns listade i Catalogue of Life.